# Писмо (кратки филм)
„Писмо” је југословенски кратки филм из 1973. године. Режирао га је Никола Мајдак који је написао и сценарио.

## Улоге
| Глумац         | Улога |
| -------------- | ----- |
| Драгомир Чумић |       |
| Цвијета Месић  |       |
| Бранка Петрић  |       |
| Божидар Стошић |       |